# Chloe Dauden
Chloe Dauden (nacida Martha Chloe Dauden McCulley en 1987) es una actriz, modelo, presentadora y reina de belleza filipina. Compite para Binibining Pilipinas 2011 pero perdió y se convirtió en la segunda princesa para Gwendoline Ruais para 2011 Ms. World-Philippines.

## Vida personal
Dauden es una nieta de la anteriormente actriz Marlene Dauden.

## Carrera
Dauden es una antigua miembro de 24k Girls para Kapamilya Deal or No Deal. Dauden participa para Binibining Pilipinas 2011 pero no entró en el top 15, en el que también participaron Shamcey Supsup y Janine Tugonon, ambas casualmente subcampeonas de Miss Universo en 2011 y 2012 respectivamente, en el mismo año que ella también participó para Ms. World-Philippines pero perdió contra Gwendoline Ruais, la eventual subcampeona de Miss Mundo 2011 y Nicolette Henson. Duaden fue la presentadora de Party Pilipinas y más tarde de Sunday All Stars.

## Filmografía

### Televisión
| Año       | Título           | Papel                   | Cadena |
| --------- | ---------------- | ----------------------- | ------ |
| 2012-13   | Party Pilipinas  | Presentadora/Intérprete | GMA    |
| 2013–2015 | Sunday All Stars | Presentadora/Intérprete | GMA    |

## Premios y logros

### Concursos de belleza
- Segunda Princesa-2011 Señora Mundo-Filipinas

### FHM
| Año  | Premio        | Categoría             | Resultado                                | Nota |
| 2013 | FHM Filipinas | 100 Mujeres más Sexys | Apareció en marzo y septiembre de 2013   |      |
| 2014 | FHM Filipinas | 100 Mujeres más Sexys | Aparecido para el número de mayo de 2014 |      |
| 2015 | FHM Filipinas | 100 Mujeres más Sexys |                                          |      |